# 跑馬地
跑馬地（英語：Happy Valley），舊稱快活谷、愉園，位於香港香港島灣仔區南部，是香港早期開發的地區之一，因為毗鄰跑馬地馬場得名。跑馬地的交通不及銅鑼灣便利，但香港電車設有跑馬地支線，乘搭電車可直接抵達銅鑼灣及灣仔。跑馬地位置優越，名校林立，吸引不少富豪及名人入住，為傳統高尚住宅區。

## 名稱
跑馬地亦稱快活谷。興建快活谷馬場後，便出現「跑馬地」的名字。區內因為曾經設有愉園遊樂場，舊日跑馬地亦被稱為愉園，在跑馬地成立的體育會愉園因此得名，香港電車亦曾經以愉園命名跑馬地電車站。而現時的「黃泥涌」一般是指黃泥涌峽。

## 歷史
跑馬地原稱為黃泥涌，是被摩理臣山、金馬倫山、聶高信山、渣甸山、加路連山和禮頓山眾山環繞的狹長谷地。黃泥涌是谷中有一條由山上流下的溪流，並經鵝頸澗（後來的寶靈頓運河）出維多利亞港。黃泥涌谷亦有一條經黃泥涌峽、大潭篤通往赤柱的山路。早在香港開埠前，黃泥涌畔已建有一條客家村落黃泥涌村，位於現今成和道和景光街一帶。該村左右各有一排六行和四行的村屋。1911年，黃泥涌有806名華人居住。

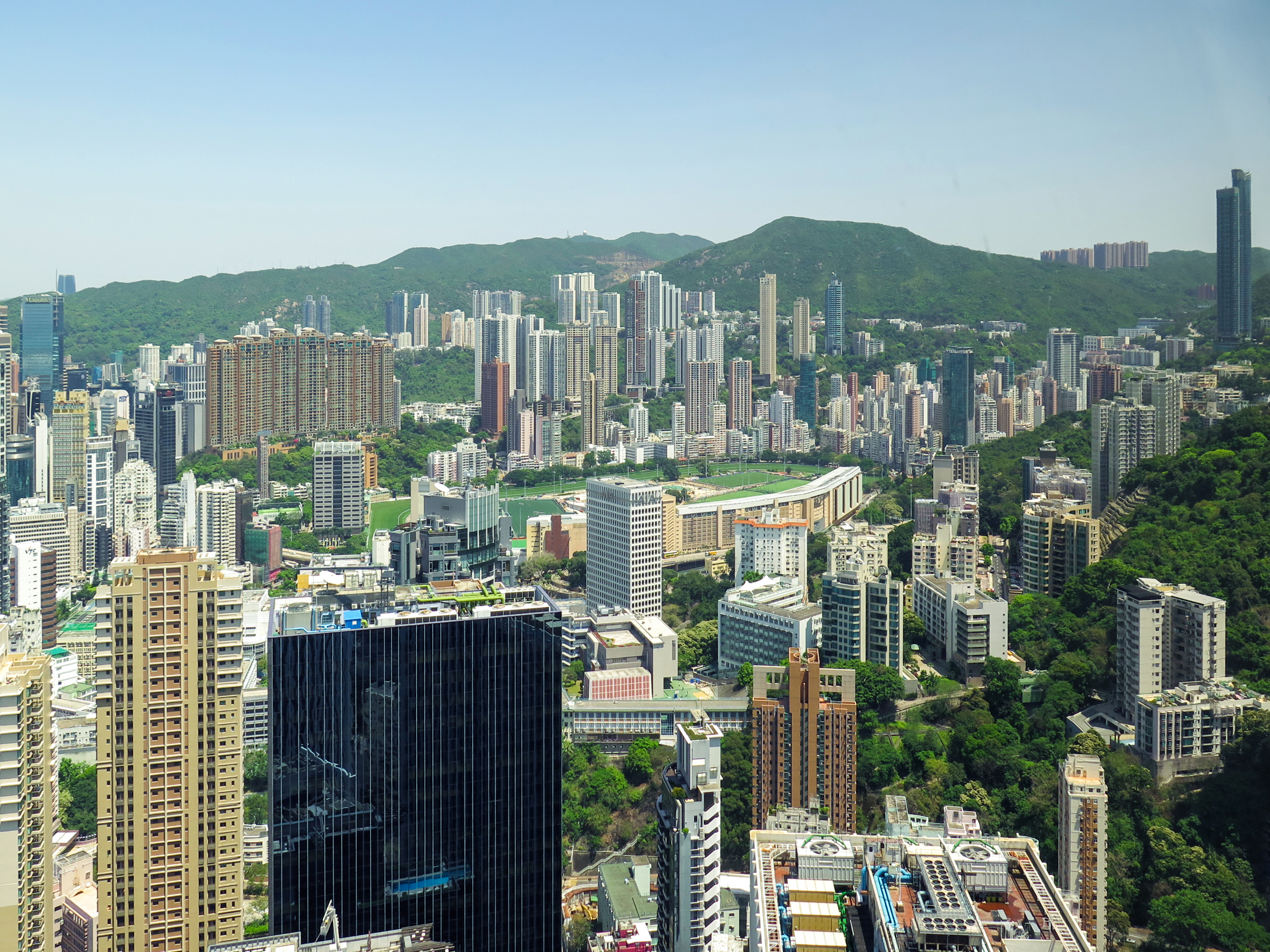
跑馬地

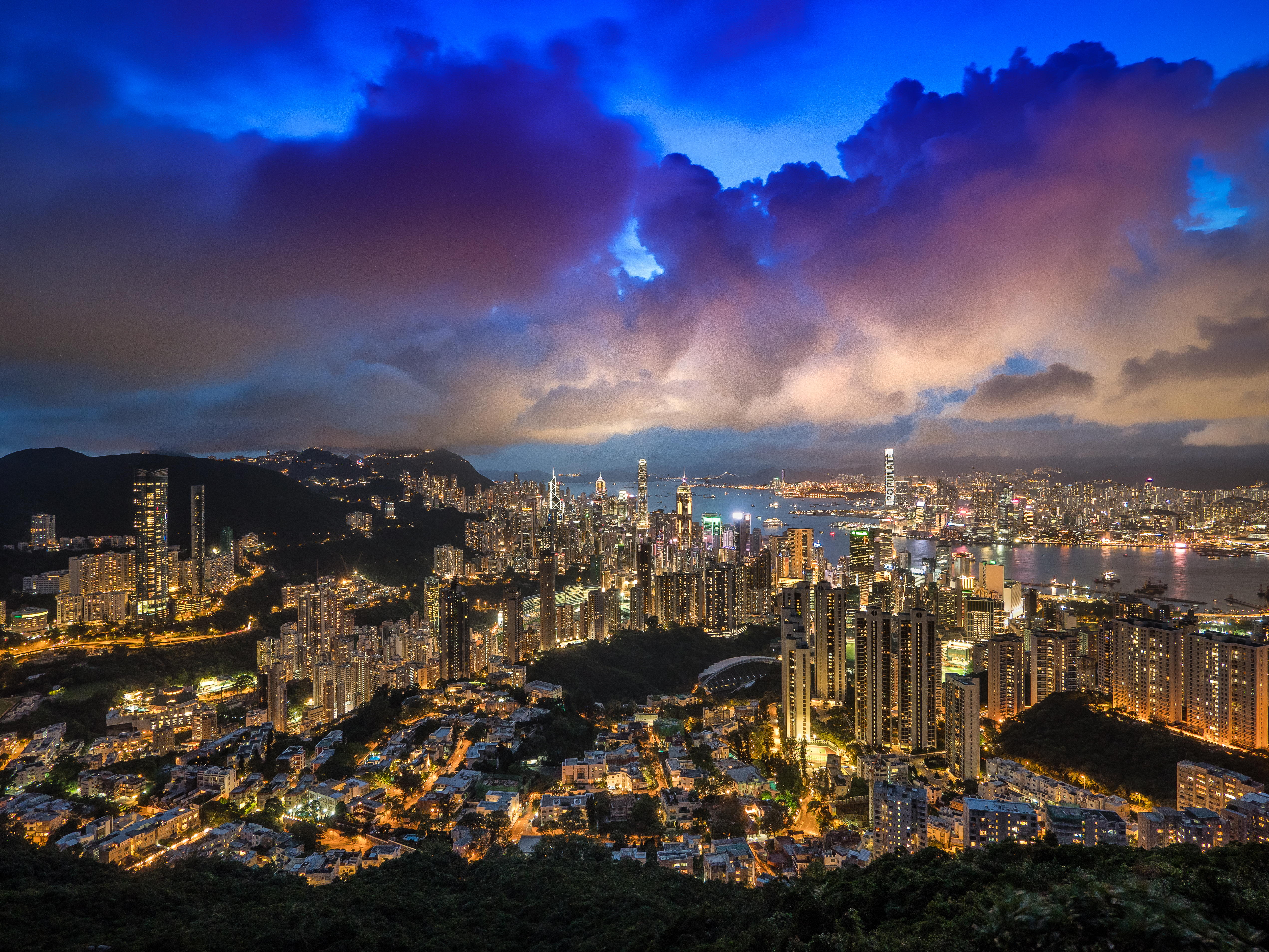
傍晚的跑馬地、大坑及銅鑼灣一帶

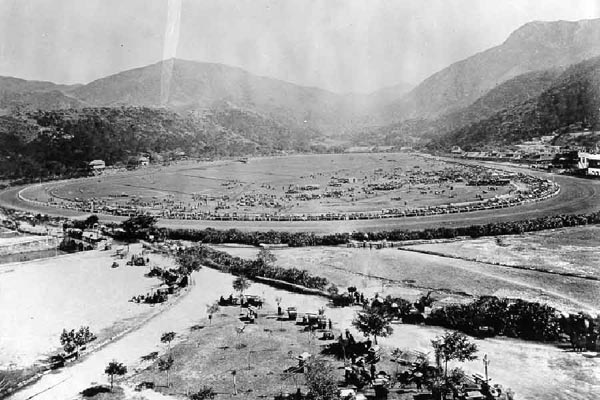
1873年的跑馬地

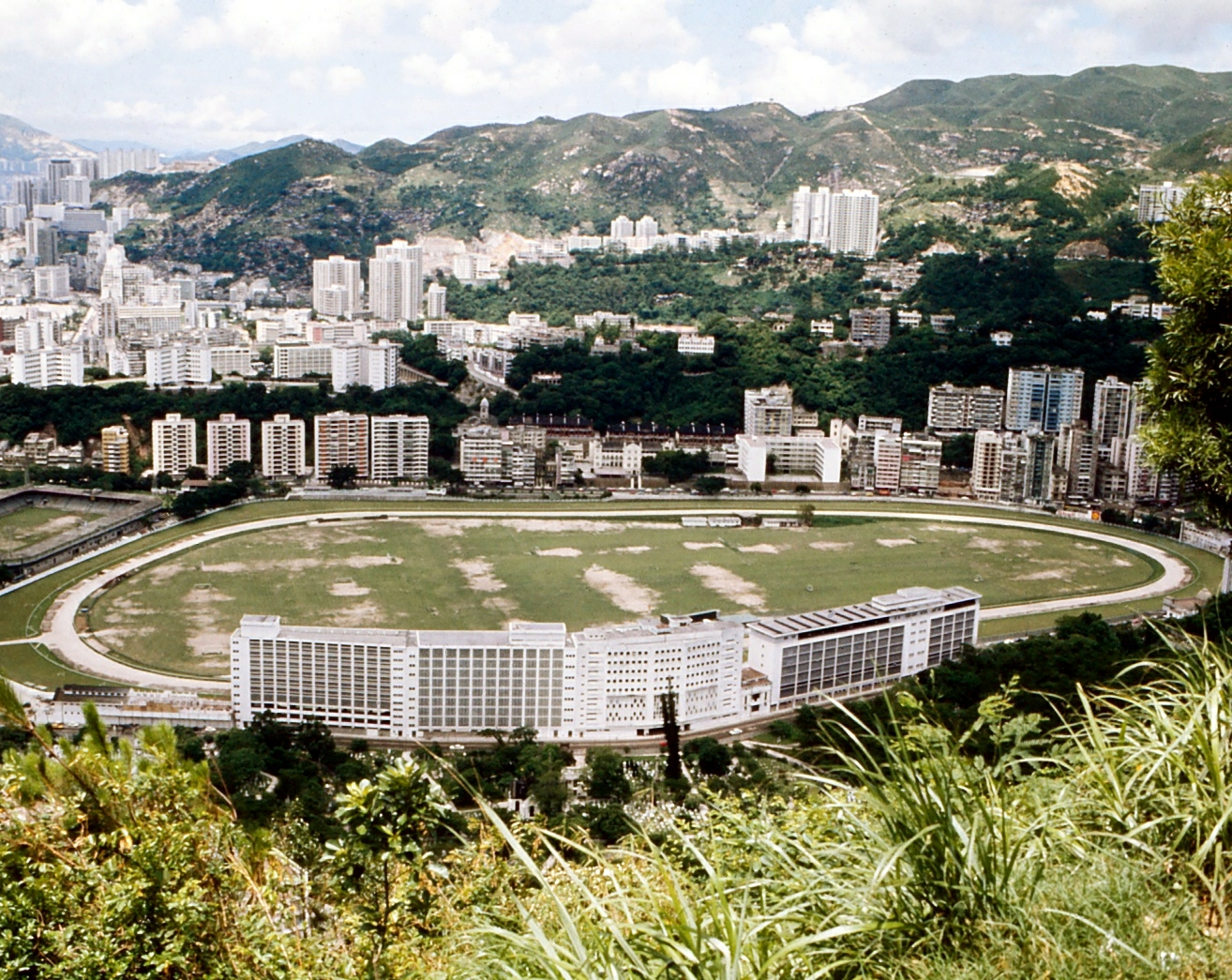
1971年的跑馬地馬場

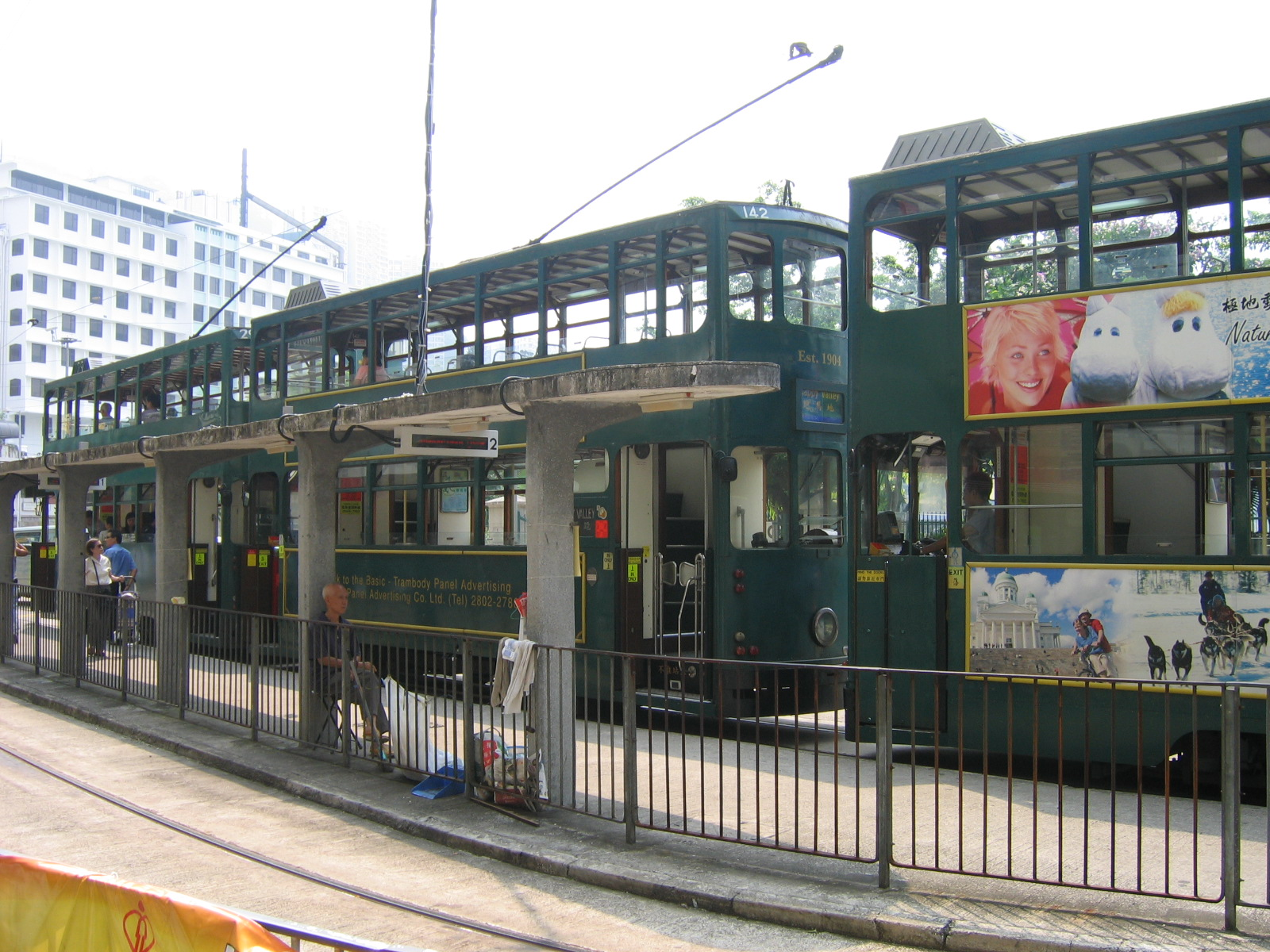
跑馬地（成和道）電車總站

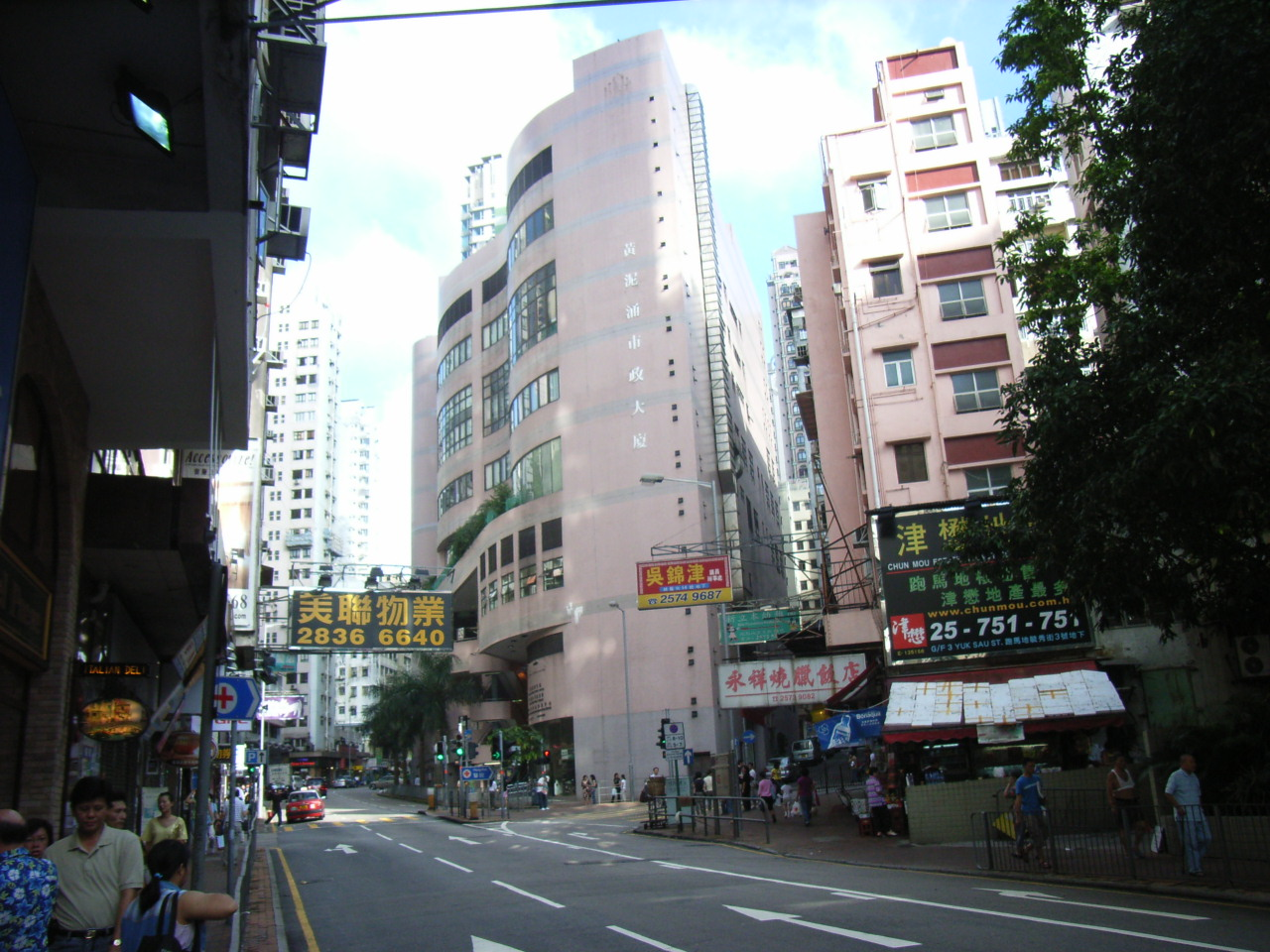
跑馬地的黃泥涌市政大廈

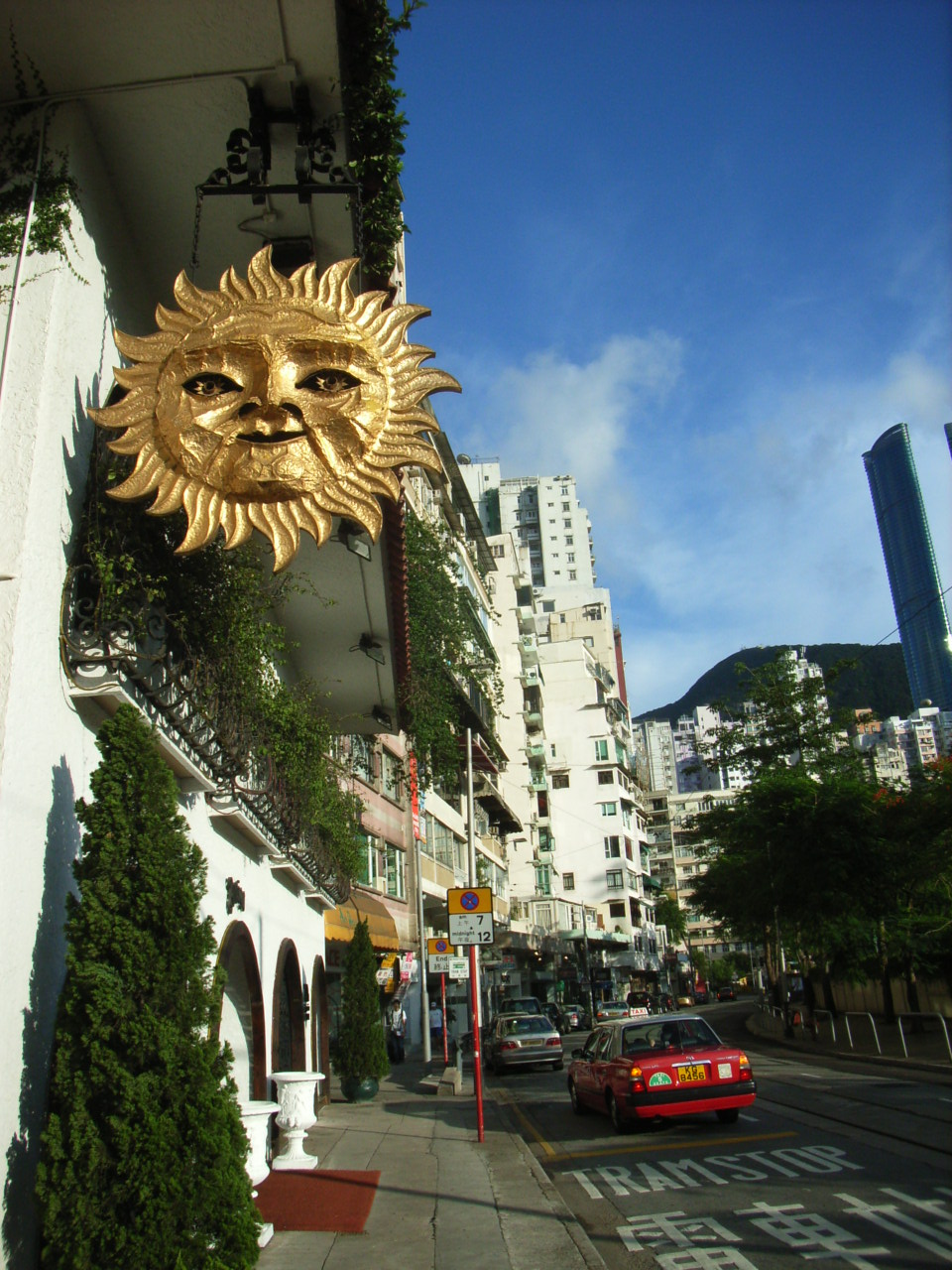
在跑馬地黃泥涌道79A的雅谷大廈及西餐廳

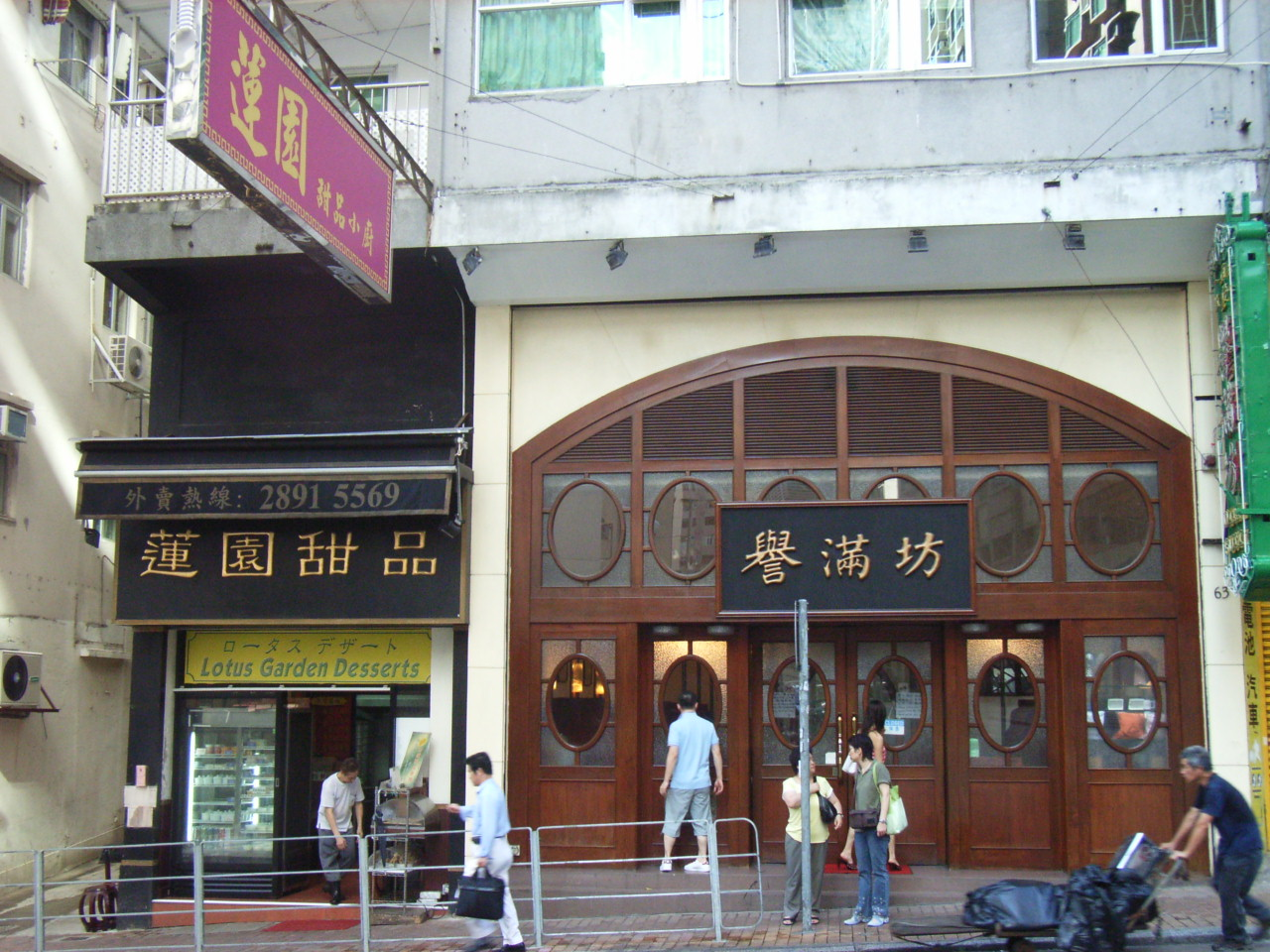
譽滿坊中式茶樓在跑馬地成和道63號

黃泥涌谷原是一片沼澤地。香港開埠初期，港英政府把現今跑馬地馬場一帶的沼澤填平，讓英軍在該地建立軍營，不料發生瘟疫。由於病死的英國軍人越來越多，該地形成一處墳場區，英人將之稱為「Happy Valley」，作為「安息的地方」，也就是說該名稱中的「Happy」是「極樂」的意思，中文譯作「快活谷」。
英軍遷離後，政府進行清理和改善環境衛生，在原有的平地上依地型建設了一條鵝蛋形的賽馬跑道，1846年12月在跑馬地舉行首次賽馬活動，為香港歷史上首次正式賽馬活動。黃泥涌谷馬場的中文通稱為「跑馬地」，後來被用作稱呼整個黃泥涌區域。1884年，香港賽馬會成立，使到賽馬及博彩活動於香港華人社區風行起來。1922年，香港電車接駁至跑馬地（成和道）。1930年，黃泥涌村被清拆，讓路予跑馬地都市化發展。
20世紀初，跑馬地愉園遊樂場開幕，使跑馬地又可被通稱為「愉園」，至1922年該址改建為養和醫院。1950年，愉園體育會成立於此。

## 氣候
| 跑馬地 (2009-2025)  | 跑馬地 (2009-2025) | 跑馬地 (2009-2025) | 跑馬地 (2009-2025) | 跑馬地 (2009-2025) | 跑馬地 (2009-2025) | 跑馬地 (2009-2025) | 跑馬地 (2009-2025) | 跑馬地 (2009-2025) | 跑馬地 (2009-2025) | 跑馬地 (2009-2025) | 跑馬地 (2009-2025) | 跑馬地 (2009-2025) | 跑馬地 (2009-2025) |
| 月份                | 1月                | 2月                | 3月                | 4月                | 5月                | 6月                | 7月                | 8月                | 9月                | 10月               | 11月               | 12月               | 全年               |
| ------------------- | ------------------ | ------------------ | ------------------ | ------------------ | ------------------ | ------------------ | ------------------ | ------------------ | ------------------ | ------------------ | ------------------ | ------------------ | ------------------ |
| 历史最高温 °C（°F） | 27.7 (81.9)        | 29.6 (85.3)        | 31.9 (89.4)        | 33.4 (92.1)        | 37.7 (99.9)        | 35.8 (96.4)        | 37.9 (100.2)       | 37.9 (100.2)       | 37.4 (99.3)        | 36.0 (96.8)        | 32.2 (90.0)        | 30.4 (86.7)        | 37.9 (100.2)       |
| 平均高温 °C（°F）   | 20.4 (68.7)        | 21.2 (70.2)        | 23.9 (75.0)        | 26.6 (79.9)        | 29.6 (85.3)        | 31.7 (89.1)        | 32.9 (91.2)        | 32.8 (91.0)        | 32.3 (90.1)        | 29.5 (85.1)        | 26.0 (78.8)        | 21.6 (70.9)        | 27.5 (81.5)        |
| 日均气温 °C（°F）   | 16.9 (62.4)        | 17.9 (64.2)        | 20.4 (68.7)        | 23.6 (74.5)        | 26.8 (80.2)        | 28.9 (84.0)        | 29.7 (85.5)        | 29.4 (84.9)        | 28.8 (83.8)        | 26.0 (78.8)        | 22.8 (73.0)        | 18.2 (64.8)        | 24.2 (75.6)        |
| 平均低温 °C（°F）   | 14.3 (57.7)        | 15.4 (59.7)        | 18.0 (64.4)        | 21.1 (70.0)        | 24.6 (76.3)        | 26.7 (80.1)        | 27.2 (81.0)        | 26.9 (80.4)        | 26.2 (79.2)        | 23.8 (74.8)        | 20.3 (68.5)        | 15.5 (59.9)        | 21.7 (71.1)        |
| 历史最低温 °C（°F） | 3.7 (38.7)         | 5.9 (42.6)         | 8.1 (46.6)         | 13.3 (55.9)        | 16.4 (61.5)        | 20.8 (69.4)        | 23.1 (73.6)        | 22.9 (73.2)        | 22.8 (73.0)        | 15.6 (60.1)        | 9.4 (48.9)         | 5.5 (41.9)         | 3.7 (38.7)         |
| 来源：香港天文台    |                    |                    |                    |                    |                    |                    |                    |                    |                    |                    |                    |                    |                    |

## 現況

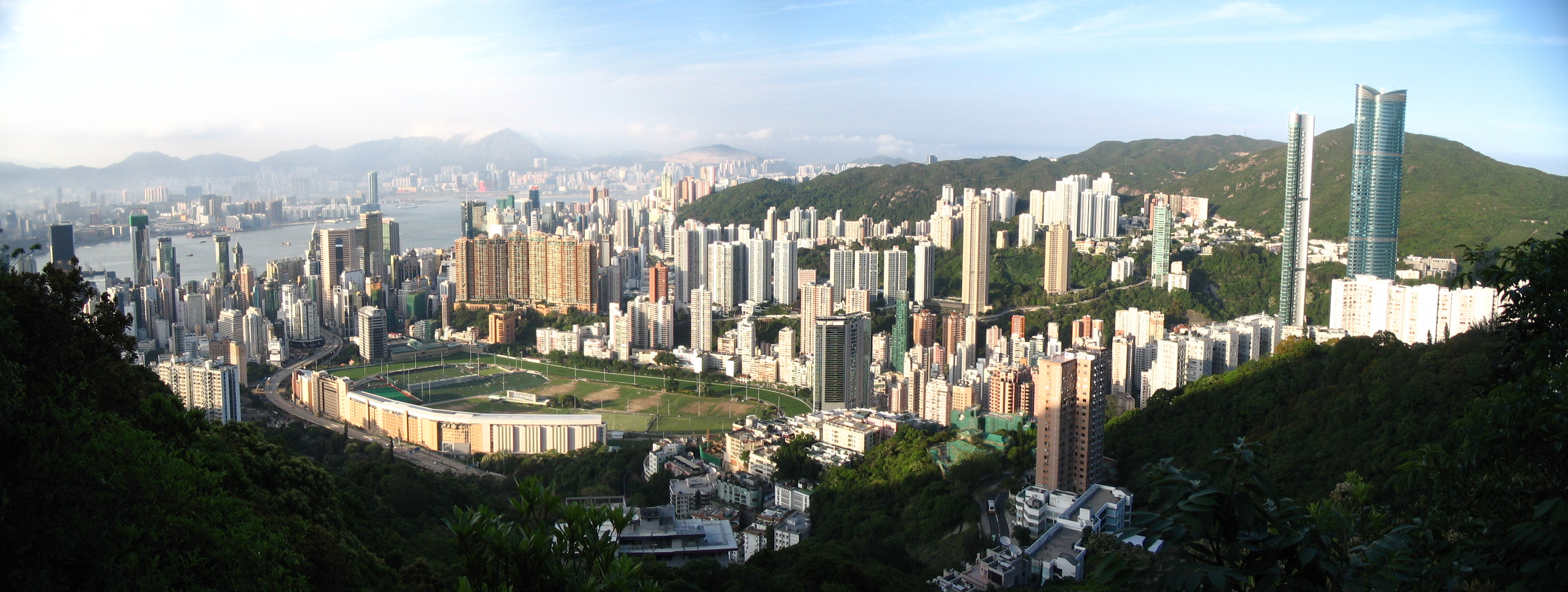
從金馬倫山布力徑俯瞰大坑、跑馬地至渣甸山一帶

跑馬地分為平地上沿成和道、山光道及藍塘道的唐樓及單橦樓區，及山坡上沿司徒拔道、樂活道及大坑道的大型屋苑區，跑馬地著名私人屋苑有：
- 仁安臺：影星黃秋生居住於此
- 雅詩大廈：歌星李克勤及家人年少時居住於此
- 毓秀大廈（毓秀街20號）：前香港立法會議員劉慧卿及家人居住於此
- 玫瑰新邨（司徒拔道41C號）：前政務司司長陳方安生及其家族居住於此
- 曉廬（司徒拔道41D號）：許世勳家族發展；林青霞夫婦、李嘉欣夫婦、歌星張學友與羅美薇夫婦及家人居住於此
- 松柏新邨（司徒拔道43號）：歌星容祖兒及家人居住於此
- 樂景園（樂活道20號）：影星黎明居於一個3134呎的高層單位
- 柏樂苑（樂活道38號）：影星舒淇居住於此
- 禮頓山（樂活道2B號）：住客包括演員鄭少秋、張寶兒、張寶欣、前政務司司長許仕仁、財政司司長陳茂波等
- 比華利山（樂活道6號）：立法會議員馬逢國及家人居住於此[10]
- 嘉崙臺（大坑道152號）：歌星陳奕迅及家人2008年前居住於此

跑馬地沿成和道、山光道及藍塘道有不少高級食肆及酒店，是香港名人及明星出沒之地，因此亦常有狗仔隊在此出現。不少電視劇也在跑馬地取景。同時中聯辦前身新華社香港分社當時位於附近的皇后大道東381號，因此早年大量購買跑馬地的公寓單位，供有關職員聚居。同時該處是香港芭蕾舞團的所在地，而香港芭蕾舞團將遷往大埔市區新總部。
跑馬地有靜中帶旺的優勢，由於沒有娛樂場所，因此人流不會複雜，而入夜後環境更寧靜清幽。跑馬地馬場現時仍然舉行賽馬，每逢跑馬地舉行賽事，都會進行交通改道，車輛需經黃泥涌道順時針方向進入跑馬地及馬場，交通會十分擠塞。每逢跑馬地夜馬賽事，馬場的燈光會令附近的建築物在不亮燈下亦光如白晝。

## 設施
- 跑馬地馬場
- 香港賽馬博物館
- 香港賽馬會跑馬地會所
- 香港賽馬會總部大樓
- 跑馬地電車總站
- 養和醫院
- 香港墳場

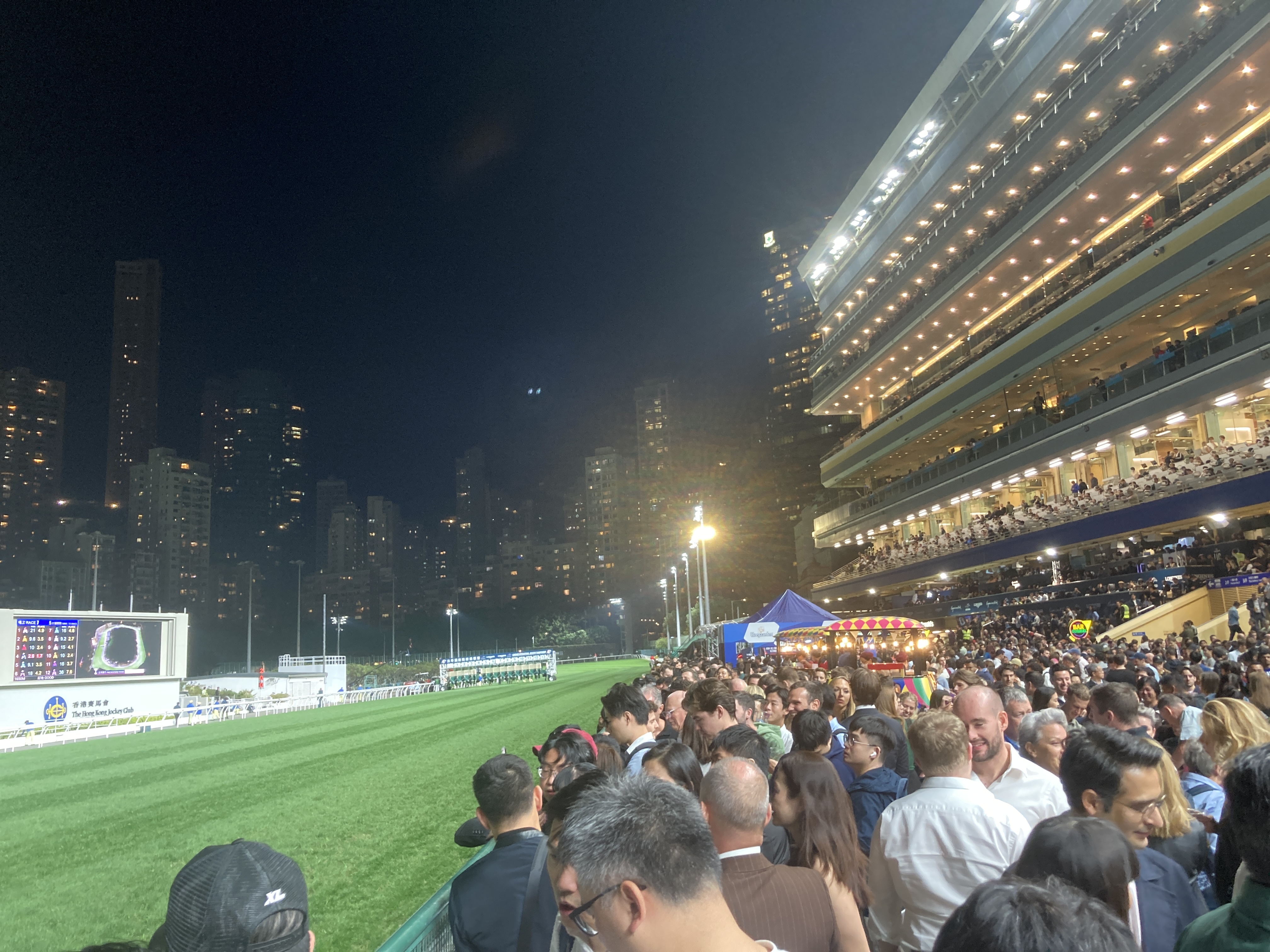
2023年12月6日於跑馬地馬場舉行的浪琴國際騎師錦標賽2023

- 英皇駿景酒店原址在宏德街1號  （页面存档备份，存于）
- 黃泥涌市政大廈毓秀街2號  （页面存档备份，存于）
- 祥興咖啡室
- Amigo雅谷餐廳 在跑馬地黃泥涌道79A雅谷大廈  （页面存档备份，存于）
- 譽滿坊茶樓 在跑馬地成和道63號地下  （页面存档备份，存于） （页面存档备份，存于）
- 香港足球會
- 曉廬（司徒拔道）
- 7-Eleven（香港第一家大型便利店, 於1981年開業, 是香港最老的便利店）
- 聖安娜餅屋（香港第一家聖安娜餅屋, 於1972年開業, 是香港最老的餅屋）

## 教育

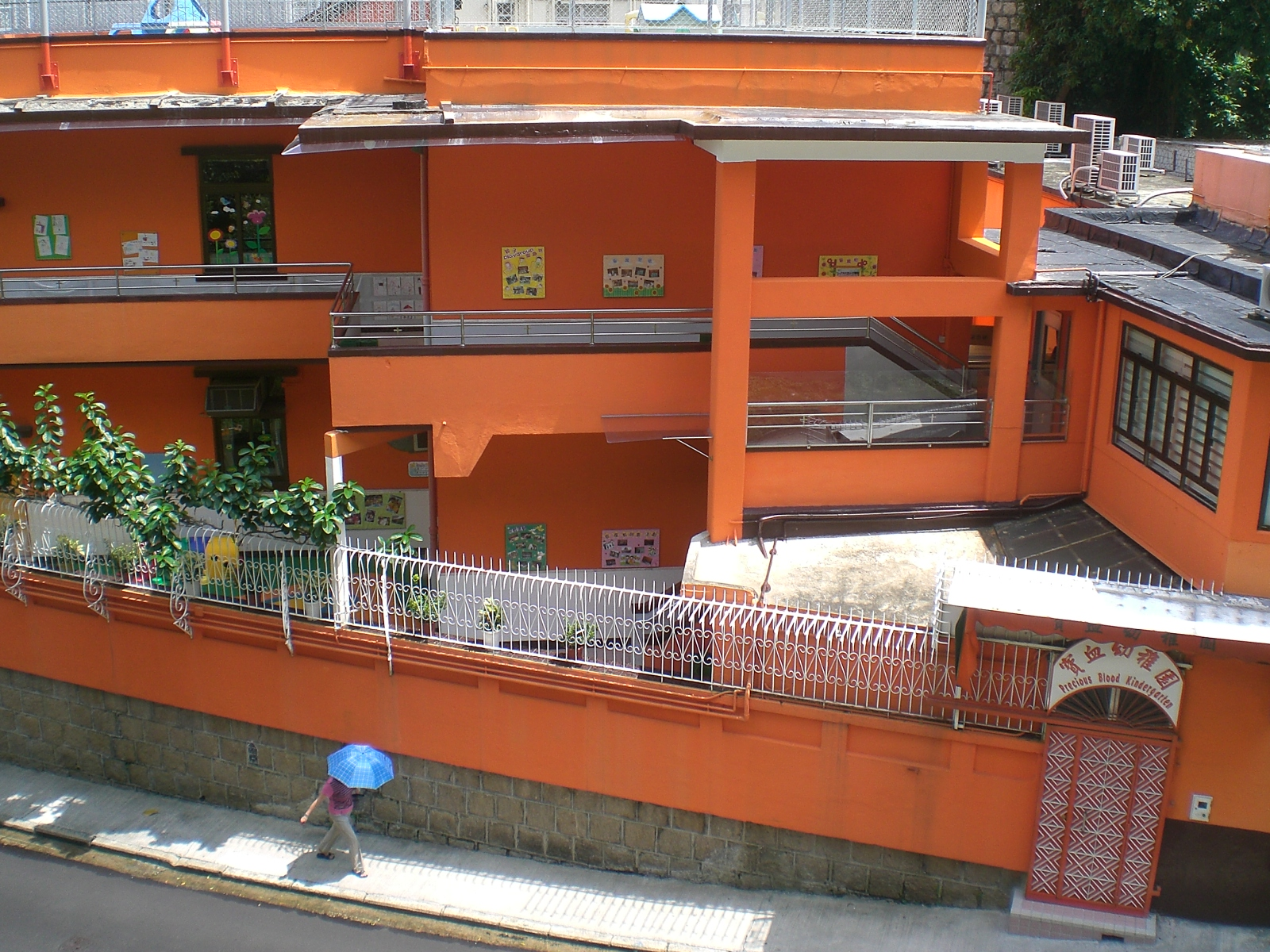
冬青道寶血幼稚園

- 聖保祿天主教小學（黃泥涌道）
- 聖保祿中學（雲地利道）
- 法國國際學校（藍塘道）
- 香港日本人學校（藍塘道）
- 瑪利曼中學（藍塘道）
- 寶血小學（成和道）
- 寶血幼稚園（冬青道）
- 玫瑰崗學校（司徒拔道）
- 香港真光中學
- 何東中學
- 瑪利曼小學（大坑道）

## 交通

### 主要交通幹道
- 堅拿道天橋
- 香港仔隧道
- 黃泥涌道
- 大坑道
- 藍塘道
- 成和道
- 樂活道

## 區議會議席分佈
為方便比較，以下列表會由紀利華木球會禮頓道交界起計沿禮頓道、摩理臣山道、皇后大道東至司徒拔道交界以南直至黃泥涌峽道跑馬地（上）巴士總站為範圍。
| 年度/範圍                                                      | 2000-2003    | 2004-2007    | 2008-2011    | 2012-2015    | 2016-2019    | 2020-2023    |
| -------------------------------------------------------------- | ------------ | ------------ | ------------ | ------------ | ------------ | ------------ |
| 黃泥涌道沿線（即跑馬地馬場）                                   | 跑馬地選區   | 跑馬地選區   | 跑馬地選區   | 跑馬地選區   | 跑馬地選區   | 跑馬地選區   |
| 山光道沿線（香港賽馬會設施除外）及藍塘道沿線至永安新邨         | 跑馬地選區   | 跑馬地選區   | 跑馬地選區   | 跑馬地選區   | 跑馬地選區   | 跑馬地選區   |
| 藍塘道沿線自永安新邨起計至大坑道黃泥涌峽道跑馬地（上）巴士總站 | 司徒拔道選區 | 司徒拔道選區 | 司徒拔道選區 | 司徒拔道選區 | 司徒拔道選區 | 司徒拔道選區 |
| 司徒拔道沿線                                                   | 司徒拔道選區 | 司徒拔道選區 | 司徒拔道選區 | 司徒拔道選區 | 司徒拔道選區 | 司徒拔道選區 |

註：以上主要範圍尚有其他細微調整（包括編號），請參閱有關區議會選舉選區分界地圖及條目。

## 在跑馬地長大的名人
- 陳慧嫻
- 李克勤
- 毛孟靜
- 蘇施黃
- 余德丞